# Hrîhorivka, Novîi Buh
Hrîhorivka (în ucraineană Григорівка) este un sat în comuna Novomîhailivka din raionul Novîi Buh, regiunea Mîkolaiiv, Ucraina.

## Demografie
Componența lingvistică a localității Hrîhorivka
     Ucraineană (86,71%)
     Română (7,51%)
     Rusă (5,78%)
Conform recensământului din 2001, majoritatea populației localității Hrîhorivka era vorbitoare de ucraineană (86,71%), existând în minoritate și vorbitori de română (7,51%) și rusă (5,78%).